# Canton de Belfort-Centre
Le canton de Belfort-Centre était un canton français, situé dans le département du Territoire de Belfort et la région Franche-Comté.

## Histoire
Le canton est créé par le décret du 9 août 1967 scindant le canton de Belfort.
Il est redélimité par le décret n° 82-85 du 25 janvier 1982 modifié par le décret n° 82-135 du 5 février 1982.
Il est supprimé par le décret du 13 février 2014 lors du redécoupage cantonal de 2014.

## Représentation
| Période   | Période          | Identité          | Étiquette        | Qualité                                                                                        |
| --------- | ---------------- | ----------------- | ---------------- | ---------------------------------------------------------------------------------------------- |
| 1967      | 1973             | Pierre Dantzer    | PS               | Instituteur, conseiller municipal de Belfort                                                   |
| 1973      | 1978             | M. Clerc          | UDR              |                                                                                                |
| 1978      | 1979             | Philippe Garot    | UDF-CDS          | Avocat à Belfort                                                                               |
| 1979      | 1985             | Lucien Couqueberg | PS               | Médecin Député (1981-1986)                                                                     |
| 1985      | 1992             | Philippe Garot    | UDF-CDS puis DVG | Avocat Adjoint au maire de Belfort                                                             |
| 1992      | 2014 (démission) | Damien Meslot     | RPR puis UMP     | Cadre bancaire Député (2002-2017) Conseiller régional depuis 2010 Maire de Belfort depuis 2014 |
| mars 2014 | 2015             | Marie-Hélène Ivol | UMP              | 4e adjointe au maire de Belfort                                                                |

## Pour approfondir